# Santanyí
Santanyí település Spanyolországban, a Baleár-szigeteken. Santanyí Felanitx, Campos és Ses Salines községekkel határos. Lakosainak száma 12 887 fő (2024).

## Népesség
A település népessége az elmúlt években az alábbi módon változott:
| Lakosok száma | 9405 | 10 337 | 11 172 | 12 664 | 13 095 | 11 636 | 11 220 | 12 237 | 12 342 | 12 887 |
|               | 2001 | 2004   | 2006   | 2009   | 2011   | 2014   | 2016   | 2019   | 2021   | 2024   |